# Apoteoza
Apoteoza (starogrško ἀποθέωσις iz ἀποθεόω, ἀποθεῶ, dob. »oboževati«; imenovano tudi divinizacija (pobožanstviti, uvrstiti med bogove) in deifikacija (oboževanje, izkazovanje božje časti, iz latinskega deus, dei, dob. »bog« in facere, dob. »narediti«) je poveličevanje, slavljenje, oboževanje subjekta in najpogosteje, ravnanje s človekom kot z bogom. Izraz ima pomen v teologiji, kjer se nanaša na verovanje, in v umetnosti, kjer se nanaša na žanr.
V teologiji se apoteoza nanaša na idejo, da je bil posameznik vzgojen do božje postave. V umetnosti se izraz nanaša na obravnavo katerega koli subjekta (slike, skupine, lokalizacije, motiva, konvencije ali melodije) na posebej velik ali vzvišen način.

## Antični Bližnji vzhod
Pred helenističnim obdobjem je bil cesarski kult znan v Starem Egiptu (faraoni) in Mezopotamiji (od Naram-Sina do Hamurabija). Iz Novega kraljestva so bili vsi pokojni faraoni označeni kot bog Oziris. Arhitekt Imhotep je bil po smrti pobožanstven.

## Antična Grčija
Vsaj od geometričnega obdobja 9. stoletja pred našim štetjem so davno preminuli junaki, povezani z ustanovitvenimi miti o grških krajih, dobivali htonične obrede v svojem heroonu ali 'junakovem templju'.
V grškem svetu je bil prvi voditelj, ki si je izkazal božanske časti, Filip II. Makedonski. Na poroki s šesto ženo je bila Filipova kronana podoba v povorki med olimpskimi bogovi; »njegov primer pri Vergini je postal običaj, ki je prešel na makedonske kralje, ki so jih pozneje častili v grški Aziji, od njih do Julija Cezarja in tako do rimskih cesarjev.« Takšni helenistični državni voditelji bi lahko bili pred smrtjo (npr. Aleksander Veliki) ali pozneje (npr. člani rodbine Ptolemajev) enaki bogovom. Herojski kultni status, podoben apoteozi, je bila tudi čast nekaterim spoštovanim umetnikom iz daljne preteklosti, zlasti Homerju.
Arhaični in klasični grški junaški kult je v 6. stoletju postal v prvi vrsti državljanski, že od njihovega družinskega izvora; do 5. stoletja nobeden od vernikov ni temeljil svoje avtoritete tako, da je sledil spustu nazaj do junaka, z izjemo nekaterih družin, ki so podedovale določene duhovniške kulte, kot so Evmolpidi (izvirajo iz Evmola) elevzinskih misterijev in nekatera podedovana duhovništva v mestih oraklja. Grške junaške kulte je po drugi strani mogoče ločiti od rimskega kulta mrtvih cesarjev, ker se za junaka ni mislilo, da se je povzpel na Olimp ali postal bog: bil je na zemlji in njegova moč povsem lokalna. Iz tega razloga so bili junaški kulti htonični in njihovi rituali bolj podobni obredom Hekate in Perzefone kot Zevsu in Apolonu. Dve izjemi sta bili Heraklej in Asklepij, ki bi jih lahko častili bodisi kot bogove bodisi kot junake, včasih s htoničnimi nočnimi obredi in žrtvami naslednji dan.

## Antični Rim
Do konca Republike je bil bog Kvirin edini, ki so ga Rimljani sprejeli za apoteozo, zaradi njegove identifikacije / sinkretizma z Romulom. (Glej evhemerizem). Kasneje je bila apoteoza v starem Rimu postopek, pri katerem je njegov naslednik, običajno tudi z odlokom senata in ljudskim soglasjem, umrlega vladarja prepoznal kot božanskega. Poleg izkazovanja spoštovanja je sedanji vladar pogosto poveličal priljubljenega predhodnika, da bi se legitimiral in pridobil priljubljenost med ljudmi. Višji sloj ni vedno sodeloval v cesarskem kultu, nekateri pa so se zasebno posmehovali apoteozi nesposobnih in slabih cesarjev, kot je to v satiri Apokolocintoza božanskog Klaudija (Spremeba božanskega Klavdija v bučo), ki jo običajno pripisujejo Seneki.
Na vrhuncu cesarskega kulta v času Rimskega cesarstva so bili včasih pobožanstveni tudi pokojnega cesarja - dediči, cesarice ali ljubimci, kot je Hadrijanov Antinoj. Poveličevanim ljudem so posmrtno podelili naziv Divus (Diva za ženske), da bi označili njihovo božanskost. Tradicionalna rimska religija je ločevala med deus (bogom) in divus (smrtnikom, ki je postal božanski ali oboževan), čeprav ne dosledno. Postavljeni so bili templji in stebri, da bi zagotovili prostor za bogoslužje.
V rimski zgodbi Kupid in Psiha daje Zevs ambrozijo bogov smrtnici Psihi in jo preobrazi v samega boginjo.

## Antična Kitajska
Epsko delo Umestitev bogov dinastije Ming se močno ukvarja z oboževalnimi legendami. Številni smrtniki so pobožanstveni v daoistični panteon, kot so Guan Yu, Li Tieguai in Fan Kuai. General dinastije Song, Yue Fei je bil pobožanstven v času dinastije Ming in nekateri praktiki menijo, da je eden izmed treh najvišje uvrščenih nebeških generalov.

## Antična Indija, Jugovzhodna Azija in Severna Koreja
V preteklosti so bili, od Indije do Indonezije, različni hindujski in budistični vladarji predstavljeni kot božanstva, zlasti po smrti.
Preminuli severnokorejski voditelj Kim Il-sung je glavni predmet severnokorejskega kulta osebnosti, v katerem ga obravnavajo podobno kot izrecno apoteoziranega voditelja s kipi in spomeniki, posvečenimi Večnemu predsedniku, letni spomin na njegovo rojstvo, spoštovanje mladoporočencev njegovega najbližjega kipa, severnokorejski koledar pa je juchejski koledar, ki temelji na datumu rojstva Kim Il-sunga.

## Krščanstvo
Namesto besede "apoteoza" krščanska teologija uporablja besede 'oboževanje' ali 'divinizacija' ali grško besedo theosis. Tradicionalna večinska teologija, tako vzhodna kot zahodna, na Jezusa Kristusa gleda kot na že obstoječega Boga, ki je živel smrtno in ne kot na smrtno bitje, ki je doseglo božanskost. Velja, da je omogočil, da so se človeška bitja dvignila na raven delitve božanske narave: postal je človek, da je ljudi postavil »udeležence božanske narave«2 Pt 1,4 »Kajti zato je Beseda postala človek in Božji Sin je postal Sin človekov, da bi človek, ko je vstopil v občestvo z Besedo in tako prejel božansko sinovstvo, postal Božji sin.«  »Kajti on je postal človek, da smo lahko postali Bog«. »Edinorojeni Božji Sin, ki je hotel, da nas postane deležnike njegove božanskosti, je prevzel našo naravo, da bi on, ki je postal človek, moške naredil za bogove.« 

### Rimskokatoliška cerkev
Rimskokatoliška cerkev ne uporablja izraza apoteoza.
Grški besedi theosis ustrezata latinsko izpeljani besedi divinizacija in oboževanje, ki se uporabljata v delih katoliške cerkve, ki so latinske tradicije. Pojem je bil v zahodni teologiji manj pomemben kot v vzhodnih katoliških cerkvah, vendar je prisoten v liturgičnih molitvah Latinske cerkve, na primer diakonu ali duhovniku, ko v kelih toči vino in malo vode: »S skrivnostjo te vode in vina naj pridemo k sodelovanju v Kristusovi božanskosti, ki se je ponižal, da bi sodeloval v naši človečnosti.« Katekizem katoliške cerkve z odobravanjem citira besedo svetega Atanazija: »Božji sin je postal človek da bi lahko mi postali Bog.«
Katoliška teologija poudarja koncept nadnaravnega življenja, »nova stvaritev in vzpetina, ponovno rojstvo, to je sodelovanje in udeležba v božanski naravi«  (prim. {{bibl|2 Pt 1,4). V katoliškem učenju obstaja bistvena razlika med naravnim življenjem in nadnaravnim življenjem, pri čemer je slednje »življenje, ki ga Bog v ljubezni prosto da ljudem, da jih dvigne nad naravno življenje« in ki ga dobijo z molitvijo in zakramenti; v resnici Katoliška cerkev vidi človeški obstoj kot celoten namen pridobivanja, ohranjanja in krepitve tega nadnaravnega življenja.

## V umetnosti
V umetnosti je stvar praktična: povzdignenje figure na božansko raven vključuje določene konvencije. Tako je, da žanr apoteoze v krščanski umetnosti obstaja tako kot v drugi umetnosti. Značilnosti žanra apoteoze lahko opazimo pri predmetih, ki poudarjajo Kristusovo božanskost (Spremenjenje, Vnebovzetje, Kristus Pantokrator) in prikazujejo svete osebe 'v slavi' - to je v njihovih vlogah kot 'Bog razodet' (Vnebovzetje, Vnebohod itd.).
Poznejši umetniki so koncept uporabili za motive, ki segajo od resničnega spoštovanja pokojnika (freska Constantina Brumidija Apoteoza Washingtona na kupoli stavbe Kapitola ZDA v Washington D.C.), do umetniških komentarjev (Salvadora Dalija ali Ingresova Homerjeva Apoteoza ), posmehljivo junaški in burleskni apoteozi za komični učinek.
Številni sodobni voditelji so izkoriščali umetniške podobe, če ne že teologijo apoteoze. Primeri vključujejo Rubensove upodobitve Jakoba I. v Banketni hiši (izraz božanska pravica kraljev) ali Henrika IV. ali Appianijevo apoteozo Napoleona. C. H. Niehaus je zasnoval Apoteoza sv. Ludvika (Ludvik IX. Francoski) je postal simbol za St. Louis, Missouri. Izraz se je v figurativni obliki uporabljal za povišanje mrtvega voditelja (pogosto tistega, ki je bil umorjen in / ali mučenik) do neke vrste nadčloveške karizmatične figure in učinkovitega brisanja vseh napak in polemik, povezanih z njegovim imenom v življenju - na primer Abraham Lincoln v ZDA, Lenin v ZSSR, Jicak Rabin v Izraelu ali Kim Džong-il v Severni Koreji.

## V glasbi
Apoteoza v glasbi se nanaša na pojav teme v veliki ali vzvišeni obliki. Predstavlja glasbeni ekvivalent zvrsti apoteoze v vizualni umetnosti, zlasti kadar je tema na nek način povezana z zgodovinskimi osebami ali dramskimi liki. Ko krona konec obsežnega dela, apoteoza deluje kot peroracija po analogiji z retorično umetnostjo.
Trenutki apoteoze so v glasbi bogati, v nekaterih primerih se pojavi tudi beseda sama. Na seznamu skladb Françoisa Couperina so 3 suite z naslovom Apotheoses (1724), Hector Berlioz je uporabil 'Apoteozo' kot naslov zadnjega stavka svoje Grande symfonie funèbre et triomphale, dela, ki je nastalo leta 1846 za posvetilo spomenika mrtvim vojakom v Franciji. Dva baleta Petra Iljiča Čajkovskega, Trnuljčica in Hrestač, kot finala vsebujeta apoteozo; podobno velja za La Bayadère Ludwiga Minkusa. Igor Stravinski je sestavil dva baleta, Apolon in Orfej, ki vsebujeta epizode z naslovom 'Apoteoza'. Sklepni prizor Ma mère l'Oye Mauricea Ravela ima tudi naslov Apoteoza. Češki skladatelj Karel Husa, ki je bil leta 1970 zaskrbljen zaradi širjenja orožja in poslabšanja okolja, je svoj glasbeni odziv poimenoval Apoteoza za to zemljo. Aram Hačaturjan je del svojega baleta Spartakus naslovil Sončni vzhod in apoteoza. Richard Wagner je glede na živahne ritme, ki jih prežema simfonija št. 7 Ludwiga van Beethovna, to označil za 'apoteozo plesa'. Balet Aleksandra Glazunova Letni časi, op.67 ima za zaključek stavek: - Jesen: prizor in apoteoza.
Glasbeno gledališče se nagiba k temu, da pogosto uporablja apoteozo, čeprav se to zlahka zamenja z motivi (zgodbami). En primer tega je Fant, ki ni maral muzikalov, kjer glasbeno gledališče poosebljajo liki v predstavi, razen naslovnega lika.

## V poeziji
Samuel Menashe (1925–2011) je napisal pesem z naslovom Apoteoza, prav tako Barbara Kingsolver. Emily Dickinson (1830–1886) je napisala Ljubezen, pesem 18: Apoteoza. Pesem Dejana Stojanovića Ples zvokov vsebuje vrstico 'Umetnost je apoteoza'. Paul Laurence Dunbar je napisal pesem z naslovom Love's Apotheosis.

## V znanosti
V eseju z naslovom Neomejena moč znanosti je Peter Atkins znanost opisal kot apoteozo in zapisal:
Znanost predvsem spoštuje moč človeškega intelekta. Znanost je apoteoza intelekta in dokončanje renesanse. Znanost globlje spoštuje potencial človeštva kot jo bo kdaj koli vera.

## Druga literatura
- Boak, Arthur E.R. "The Theoretical Basis of the Deification of Rulers in Antiquity", in: Classical Journal vol. 11, 1916, pp. 293–297.
- Bömer, Franz. "Ahnenkult und Ahnenglaube im alten Rom", Leipzig 1943.
- Burkert, Walter. "Caesar und Romulus-Quirinus", in: Historia vol. 11, 1962, pp. 356–376.
- Engels, David. "Postea dictus est inter deos receptus. Wetterzauber und Königsmord: Zu den Hintergründen der Vergöttlichung frührömischer Könige", in: Gymnasium vol 114, 2007, pp. 103–130.
- Garnett, Richard; Mackintosh, Robert (1911). »Apotheosis« .  V Chisholm, Hugh (ur.). Enciklopedija Britannica (v angleščini). Zv. 2 (11. izd.). Cambridge University Press. str. 206–207.
- Kalakaua, David. "The Apotheosis of Pele: The Adventures of the Goddess with Kamapuaa" in The Legends and Myths of Hawaii
- King, Stephen. "The Dark Tower: The Gunslinger
- Liou-Gille,Bernadette. "Divinisation des morts dans la Rome ancienne", in: Revue Belge de Philologie vol. 71, 1993, pp. 107–115.
- Richard, Jean-Claude. "Énée, Romulus, César et les funérailles impériales", in:Mélanges de l'École française de Rome vol. 78, 1966, pp. 67–78.
- Subin, Anna Della. Accidental Gods: On Men Unwittingly Turned Divine, Granta (expected April 2021)